# Disney Theatrical Group
Disney Theatrical Group (DTG) é uma divisão de produções teatrais da unidade Walt Disney Studios, que por sua vez, faz parte da Walt Disney Company. Fundada em 1993, a sua subdivisão, a Walt Disney Theatrical, produziu musicais aclamados como A Bela e a Fera e O Rei Leão. A empresa é liderada por Thomas Schumacher, e também gerencia as produções do Disney Live! e Disney on Ice, produzidos pela Feld Entertainment. 

## História
A Disney Theatrical Group é atualmente sob a liderança de Thomas Schumacher. Sua divisão da Disney Theatrical Productions tem sido responsável pela produção de muitos musicais diferentes, eventos de turismo, shows de gelo e outros eventos teatrais ao vivo. Espetáculos aclamados incluem; A Bela e a Fera, O Rei Leão, O Corcunda de Notre Dame, Aida, Mary Poppins, Tarzan, A Pequena Sereia, Aladdin e Newsies.
O Grupo também produz turnês dos shows. Eles produziram o show, On the Record que foi uma turnê musical das canções mais queridas da Disney. DTG também está produziu uma versão teatral de High School Musical.
Os shows no gelo, que são produzidos pela Feld, incluem atrações como Procurando Nemo on Ice, Princesas e High School Musical: The tour Ice. A Disney Theatrical e Feld também produzem o Disney Live. Estes shows são destinados a crianças pequenas. Eles são muitas vezes interativo e convidam as crianças a se envolverem na performance. Alguns desses títulos incluem: Playhouse Disney Live! e Mickey Magic Show!.
Atualmente a Disney Theatrical Group está licenciando seus shows para o desempenho nas escolas e comunidades de teatros locais, através do Musical Theatre International (MTI). Shows como A Bela e a Fera, Aida, e High School Musical são licenciados. A Disney também licencia versões especiais dos shows para crianças menores. Alguns destes programas incluem títulos como Aladdin Jr., The Lion King Jr. ou Mulan Jr..